# Syncystis muelleri
Syncystis muelleri is een soort in de taxonomische indeling van de Myzozoa, een stam van microscopische parasitaire dieren. Het organisme komt uit het geslacht Syncystis en behoort tot de familie Urosporidae. Syncystis muelleri werd in 1891 ontdekt door Cuenot.